# Bettina Plank
Bettina Plank (24 de fevereiro de 1992) é uma carateca austríaca, medalhista olímpica.

## Carreira
Plank conquistou a medalha de bronze nos Jogos Olímpicos de Verão de 2020 em Tóquio, após confronto na semifinal contra a búlgara Ivet Goranova na modalidade kumite feminina até 55 kg. Ela também ganhou uma das medalhas de bronze no evento de 50 kg no Campeonato Europeu de Karatê de 2011, realizado em Zurique, na Suíça. Em campeonatos mundiais, repetiu o desempenho em 2016 e 2018.